# ميغيل أنخيل هورتادو
ميغيل أنخيل هورتادو (بالإسبانية: Miguel Ángel Hurtado) هو لاعب كرة قدم بوليفي، ولد في 4 يوليو 1985 في سانتا كروز دي لا سييرا في بوليفيا. شارك مع منتخب بوليفيا لكرة القدم. أما مع النوادي، فقد لعب مع نادي ريال بوتوسي.

## مسيرته الكروية
لعب ميغيل أنخيل هورتادو خلال مسيرته الاحترافية مع 5 أندية في أربعة عشر موسمًا وسجل خلالها 12 هدفًا ضمن 399 مباراة. ولم يفز بأي موسم بالكأس أو بالدوري.
خاض ميغيل أنخيل هورتادو مسيرته مع نادي ريال سانتا كروز ما بين عامي 2004 و2005 لمدة موسم واحد، مشاركًا في 16 مباراة سجل خلالها هدفين. ثم انتقل إلى La Paz F.C. ‏ ما بين عامي 2005 و2006 في المرة الأولى لمدة موسم واحد ثم في موسم 2008 واستمر معه طيلة ثلاثة مواسم، حيث شارك طوالها في 96 مباراة سجل خلالها هدفين أيضًا. لينتقل بعدها إلى نادي ريال بوتوسي ما بين عامي 2006 و2007 في المرة الأولى لمدة موسم واحد ثم في موسم 2013–14 لمدة موسم واحد، مشاركًا طوالها في 65 مباراة سجل خلالها هدفين أيضًا. ثم انتقل إلى نادي بلومينغ ما بين عامي 2007 و2008 في المرة الأولى لمدة موسم واحد ثم في موسم 2014–15 واستمر معه طيلة ثلاثة مواسم، مشاركًا طوالها في 135 مباراة سجل خلالها 4 أهداف. هذا وانتقل لاحقًا إلى نادي ناسيونال بوتوسي في موسم 2011 واستمر معه طيلة ثلاثة مواسم، مشاركًا في 87 مباراة سجل خلالها هدفين.

## وصلات خارجية
- ميغيل أنخيل هورتادو على موقع قاعدة بيانات كرة القدم.إي يو (الإنجليزية)
- ميغيل أنخيل هورتادو على موقع ناشيونال فوتبول تيمز (الإنجليزية)
- ميغيل أنخيل هورتادو على موقع Soccerway.com (الإنجليزية)
- ميغيل أنخيل هورتادو على موقع AS.com (الإسبانية)